# Dagamessa
Dagamessa (Daga-Mesa) ist eine osttimoresische Aldeia im Suco Mau-Ulo (Verwaltungsamt Ainaro, Gemeinde Ainaro). 2015 lebten in der Aldeia 614 Menschen.

## Geographie und Einrichtungen
Die Aldeia Dagamessa liegt im Zentrum des Sucos Mau-Ulo. Westlich befindet sich die Aldeia Hato-Lau und östlich die Aldeias Mau-Ulu-Lau und Mau-Ulo-Pú. Im Norden grenzt Dagamessa an den Suco Ainaro, im Süden an den Suco Mau-Nuno und im Nordwesten an die Gemeinde Ermera mit den Sucos Atara und Parami (Paramin). Die Grenze zu Mau-Ulo-Pú bildet der Sarai, ein Nebenfluss des Belulik. Ein Zufluss folgt der Süd- und Teilen der Ostgrenze. Hier im Süden liegt das Land unterhalb 1000 m, während es an der Nordgrenze auf eine Meereshöhe von über 2000 m steigt. Durch das Zentrum Dagamessas führt in Ost-West-Richtung eine Straße, an der das Dorf Dagamessa liegt. Es ist die einzige Siedlung in der Aldeia. Hier befindet sich eine Grundschule.